# Nívea Soares
Nívea da Costa Pinto Soares (Belo Horizonte, Minas Gerais, Brasil, 25 de julio de 1976) es una cantante, compositora, de música cristiana contemporánea, también pastora, escritora y presentadora brasileña.

## Biografía
Nívea Soares es la menor de su familia y tiene tres hermanos, y su hogar era cristiano, lo que la hizo siempre estar envuelta con la música cristiana. A partir de ese momento comenzó a descubrirse como compositora. La cantante es miembro de la Iglesia Batista de la Lagoinha, fue integrante de la banda de música cristiana Diante do Trono por más de siete años, y lo dejó en 2005, para seguir la carrera en solitario. Es casada con Gustavo Soares, su productor musical y tiene dos hijas: Alice e Isabela.
El primer CD en solitario, llamado Reina Sobre Mim, que fue grabado en estudio y lanzado en 2003. Ya el segundo trabajo en solitario Enche-me de Ti, fue grabado en vivo el 27 de noviembre de 2004 y trajo participaciones en el vocal de integrantes del Diante do Trono. En 2006 Nívea grabó en estudio su primer CD en inglés llamado Fan the Fire. El cuarto CD de Nívea Soares, Rio, fue grabado en vivo en el mes de abril de 2007 en el Congresso de Louvor & Adoração Diante do Trono. El quinto álbum de la cantante fue grabado el 18 de febrero de 2009, titulado Acústico', es una relectura de canciones de la cantante con participaciones especiales de Adhemar de Campos, Ana Paula Valadão, David Quinlan y Fernanda Brum. El público presente en el evento fue de tres mil personas.
El álbum Emanuel, lanzado en 2010, fue grabado enteramente en estudio. En 2012 lanzó el CD y DVD Glória e Honra. Es considerado su trabajo de mayor éxito, con varias canciones nacionalmente conocidas. La canción "Em Tua Presença", se convirtió en el destaque del álbum y tiene millones de visualizaciones en YouTube. El 20 de noviembre de 2015, la cantante grabó su nuevo proyecto, titulado Reino de Justiça. Una estrategia utilizada en el proceso de posproducción del CD, fue cuando Gustavo Soares, esposo de Nívea Soares, invitaba a los internautas a participar del proceso de mezcla a través de la herramienta Periscope. Con eso, los internautas podrían ver cómo el proyecto se estaba quedando.

## Discografía
- Reina Sobre Mim (2003)
- Enche-me de Ti (2005)
- Fan the Fire (2006)
- Rio (2007)
- Acústico (2009)
- Nívea Soares Diante do Trono (2009)
- Emanuel (2010)
- Glória e Honra (2012)
- 10 Anos (2013)
- Canção da Eternidade (con Antônio Cirilo y David Quinlan) (2014)
- Reino de Justiça (2016)
- Jesus (2019)

## Singles
- Deus Vivo (2016)
- Ousado Amor (2018)
- Jesus (2019)
- Rocha Eterna (2019)
- Reina o Senhor (2019)
- Grande é o Senhor (2019)
- Pai de Amor (2019)
- Eu Me Prostro (2019)
- Venceu (2019)
- Há Um Rio (2019)